# Edward Bede Clancy
Edward Bede Clancy (Lithgow, Bathurst, 13 de diciembre de 1923 − Randwick, 3 de agosto de 2014) fue un cardenal australiano, arzobispo emérito de Sídney, Australia.

## Biografía
Estudió en la Escuela de Santa Mónica en Richmond, y luego en el Colegio Marista en Parramatta. A los dieciséis años ingresó en el Colegio de Santa Colomba en Springwood para prepararse para el sacerdocio.
Fue ordenado sacerdote el 23 de julio de 1949 por el cardenal Gilroy. En 1952 fue enviado a Roma al "Colegio San Pedro para continuar sus estudios. Obtuvo su título en teología en la Pontificia Universidad Urbaniana y en Sagrada Escritura en el Pontificio Instituto Bíblico. En 1955 regresó a Australia a las parroquias de la Bahía Elizabeth y Liverpool.
En febrero de 1958, fue nombrado profesor de Sagrada Escritura en el Colegio de San Colomba en Springfield. En 1961 salió de Australia para continuar sus estudios. Obtuvo un doctorado en teología, y fue nombrado capellán de la Universidad de Sídney y profesor de Sagrada Escritura en el Colegio San Patricio, en Manly. Durante sus años en la enseñanza, escribió y publicó un ensayo titulado The Bible: the Church's Book and God's Living Word to Man (La Biblia: Libro de la Iglesia y Palabra Viva de Dios al hombre).
El 25 de octubre de 1973 fue nombrado titular de la iglesia de Árd Carna y nombrado Obispo Auxiliar de Sídney por el papa Pablo VI. Recibió la ordenación episcopal el 19 de enero de 1974 durante una misa solemne en la Catedral de Santa María presidida por el Arzobispo de Sídney, el cardenal Freeman.
El 24 de noviembre de 1978 fue nombrado arzobispo de Camberra hasta el 12 de febrero de 1983, cuando el papa Juan Pablo II lo trasladó a la sede de Sídney.
Fue Presidente de la Conferencia Episcopal Católica de Australia desde 1986 a 2000.
Presidente Delegado de la 9ª Asamblea General del Sínodo de los Obispos sobre la Vida Consagrada, de 1994.
Arzobispo emérito de Sídney, 26 de marzo de 2001.
Creado y proclamado Cardenal por el Papa Juan Pablo II en el consistorio del 28 de junio de 1988, con el título de Santa María en Vallicella.

## Distinciones honoríficas
- Caballero Compañero de la Orden de Australia.